# Dino Cazares

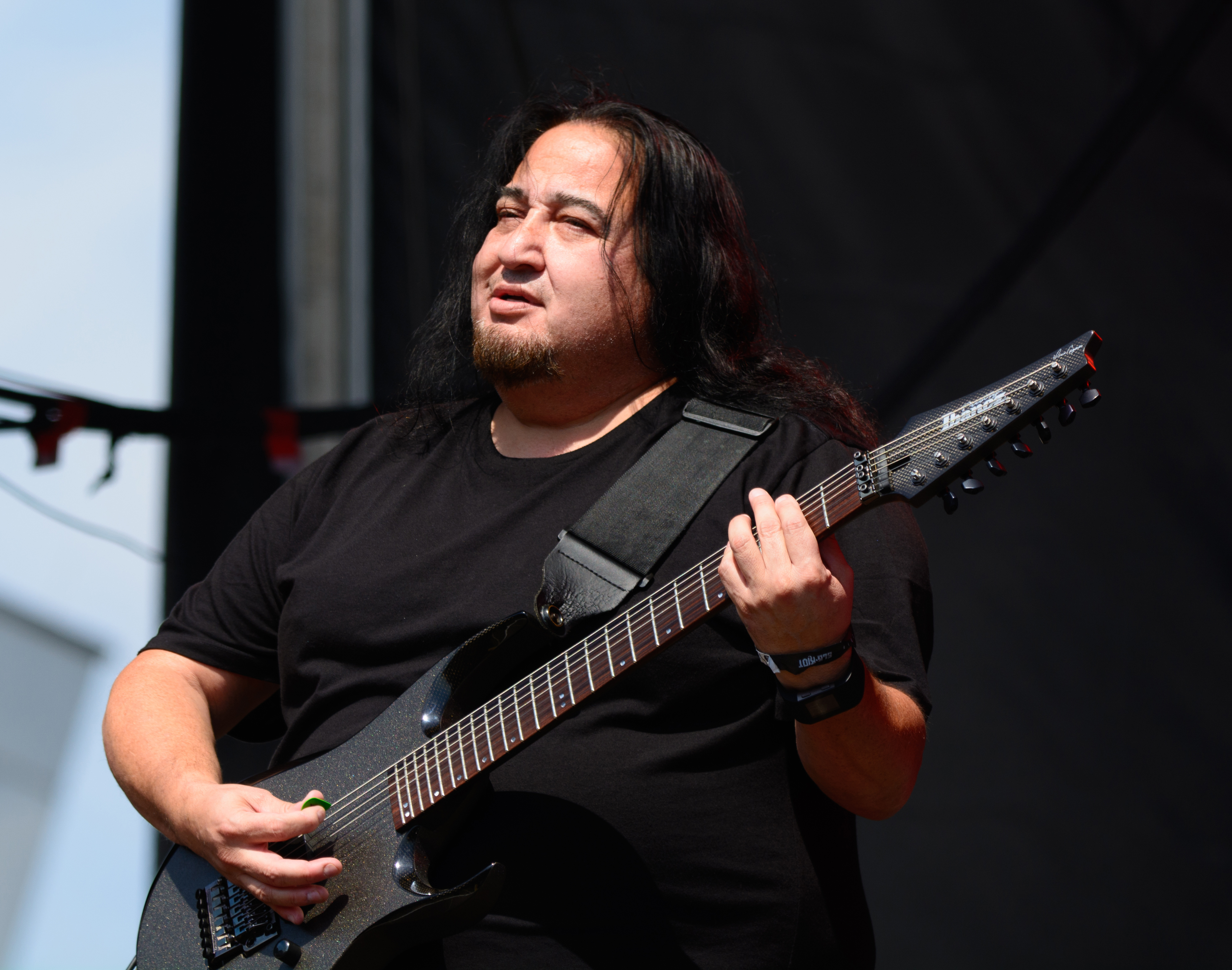
Cazares live im Jahr 2018

Dino Cazares (* 2. September 1966 in El Centro, Kalifornien, Vereinigte Staaten) ist ein mexikanisch-amerikanischer Gitarrist. Bekannt wurde er durch seine Arbeit für die Metal-Band Fear Factory. Cazares ist weiterhin unter anderem in den Bands Asesino und Divine Heresy aktiv, zuvor war er auch Teil von Brujeria. Seit 2021 spielt Cazares zusätzlich in der Band Soulfly.

## Werdegang
Bevor Cazares zu Fear Factory kam, spielte er in der Grindcore-Band Excruciating Terror. Neben seiner Tätigkeit bei Fear Factory ab 1990 war er Teil des mexikanischen Nebenprojekts Brujeria, welches unter anderem aus Musikern von Carcass, Faith No More, Fear Factory und Napalm Death bestand. Ab 1994 arbeitete er als Studiomusiker für das Kurzzeitprojekt Nailbomb und spielte auch beim einzigen Konzert der Band mit.
2005 wurde Cazares von Monte Connor zu einem der Teamcaptains des Projekts Roadrunner United zum 25-jährigen Jubiläum von Roadrunner Records gewählt.
Nach der Trennung von Fear Factory im Jahr 2002 gründete Cazares die Band Asesino. 2006 folgte Divine Heresy, mit der Cazares 2007 das Debütalbum Bleed the Fifth veröffentlichte. Im Jahr 2009 kehrte Cazarez wieder zurück zu Fear Factory.
Cazares spielt bei Fear Factory siebensaitige und achtsaitige Ibanez-Gitarren. Während seiner Zeit bei Fear Factory war er Endorser für Line-6-Flextone-Verstärker und für den POD-Vorverstärker, später war er auch Endorser für Toneblaster-Verstärker von Ibanez.

## Diskografie

### Mit Fear Factory
- 1992: Soul of a New Machine
- 1993: Fear Is the Mindkiller
- 1995: Demanufacture
- 1998: Obsolete
- 2001: Digimortal
- 2002: Concrete
- 2003: Hatefiles
- 2010: Mechanize
- 2012: The Industrialist
- 2015: Genexus
- 2021: Aggression Continuum

### Mit Brujeria
- 1993: Matando Gueros
- 1995: Raza Odiada
- 2000: Brujerizmo
- 2000: Marijuana EP

### Mit Nailbomb
- 1994: Point Blank
- 1995: Proud to Commit Commercial Suicide

### Mit Asesino
- 2002: Corridos de Muerte
- 2006: Cristo Satanico

### Mit Divine Heresy
- 2007: Bleed the Fifth
- 2009: Bringer Of Plagues